# Kenneth Case
Kenneth M. Case (Nova Iorque, 23 de setembro de 1923 – 1 de fevereiro de 2006) foi um físico estadunidense.
Case trabalhou em 1944/45 no Universidade Harvard e estudou na Universidade Harvard, onde obteve o bacharelado em 1945, um mestrado em 1946 e um doutorado em 1948. De 1948 a 1950 esteve no Instituto de Estudos Avançados de Princeton e simultaneamente em 1949/1950 no Laboratório de Radiação da Universidade da Califórnia em Berkeley.
Em 1950 esteve na Universidade de Rochester e a partir de 1951 na Universidade de Michigan, inicialmente como professor assistente de química e mais tarde como professor de física. Em 1969 foi professor da Universidade de Rochester, onde aposentou-se em 1988.
Paralelamente foi professor adjunto a partir de 1988 no Institute of Nonlinear Studies na Universidade da Califórnia em San Diego. Em 1961 foi professor visitante no Laboratório Nacional de Lawrence Berkeley e em 1963/64 no Instituto de Tecnologia de Massachusetts.
Foi membro do JASON. Em 1959 foi fellow da American Physical Society. Em 1975 foi membro da Academia Nacional de Ciências dos Estados Unidos.

## Obras
- com Paul Zweifel, Linear Transport Theory, Addison-Wesley 1967